# L'Invisible docteur Mabuse
Pour plus de détails, voir Fiche technique et Distribution.
L'Invisible docteur Mabuse (titre original : Die unsichtbaren Krallen des Dr. Mabuse) est un film allemand réalisé par Harald Reinl, sorti en 1962.

## Synopsis
Alors que la célèbre danseuse Liane Martin se produit au Metropol, des choses étranges ont lieu dans les loges. Comme par magie, des jumelles, un programme, une chaise bougent. Quand un spectateur dans une loge voisine observe les mouvements et suit l'homme invisible, il finit par une trappe dans le sous-sol des décors de théâtre. Le clown Bobo veut savoir ce qu'il sait de la "Société X". Après que le curieux est torturé, il est assassiné de sang-froid au nom d'un commanditaire mystérieux. Le portier du Metropol remarque des machinistes mettent un coffre dans une camionnette de Transas-Expédition. Plus tard, on retrouve le coffre dans le port, avec un cadavre à l'intérieur.
Sous le plus grand secret, on fait appel à l'agent du F.B.I Joe Como. Le commissaire Brahm, du Département spécial de la sécurité intérieure, pense que la victime est Nick Prado, son collègue, ce que Como confirme lorsqu'il se rend à la morgue. Ils savant que Prado était sur la piste de la Société X ; cependant, personne ne sait rien de son enquête. Il ne faut pas longtemps à Como pour qu'il reçoive un avertissement que l'on attribue au Dr. Mabuse que l'on croyait mort. L'assistant médico-légale Hase trouve dans l'imperméable de Nick Prado un morceau de papier avec le numéro de téléphone de la danseuse Liane Martin.
Au Metropol, Joe Como tombe sur une camionnette de Transas-Expédition. Dans l'entrepôt, il rencontre le patron, M. Droste, qui prétend ne rien savoir. Un peu plus tard, un chauffeur et le portier du Metropol sont victimes de violentes agressions. Liane Martin semble cacher un secret et hantée par des puissances invisibles. Le commissaire Brahm reçoit un message du ministère de l'Intérieur. Selon des sources fiables, il viendrait bientôt dans les locaux de la Société X une invention du prix Nobel, le professeur Erasmus.
Joe Como apprend de l'assistant du scientifique, le Dr. Bardorf, que, avant un accident de voiture, le professeur travaillait dans un laboratoire secret sur un appareil pouvant rendre la matière solide invisible. Como découvre enfin la loge avec l'homme invisible qui suit Liane Martin jusque chez elle. Par ordonnance du médecin, le Dr Krone, Liane doit se reposer dans l'hôtel du château de Wallgraben. Joe Como, qui séjourne aussi dans l'hôtel, parvient à enfermer l'homme invisible dans le sauna et lui demande des explications. Il s'agit du professeur Erasmus qui, amoureux de la danseuse, se rend invisible pour être auprès d'elle. Mais encore une fois, Mabuse est plus rapide que celui qui le poursuit. Pour entrer en possession de l'invention, il enlève et hypnotise Liane afin de faire chanter le professeur et attirer Como dans un piège.
L'agent du F.B.I parvient à se libérer et découvre que derrière le clown Bobo, se cache M. Droste. Pendant ce temps, le Dr. Mabuse, qui se fait passer pour le Dr. Bardorf et prend le contrôle de la machine, prévoit d'assassiner une grande personnalité. À l'aéroport, où l'attentat doit avoir lieu, Joe Como et le commissaire Brahm démasquent les complices du Dr. Mabuse qui étaient invisibles et écartent la personne ciblée à la dernière minute.
Le Dr. Mabuse est admis dans un hôpital psychiatrique en pleine crise de démence. Joe Como et Liane Martin se mettent en couple.

## Fiche technique
- Titre : L'Invisible docteur Mabuse
- Titre original : Die unsichtbaren Krallen des Dr. Mabuse
- Réalisation : Harald Reinl, assisté de Carl von Barany
- Scénario : Ladislas Fodor
- Musique : Peter Sandloff
- Direction artistique : Gabriel Pellon, Oskar Pietsch
- Costumes : Irms Pauli
- Photographie : Ernst W. Kalinke
- Son : Gerhard Müller
- Montage : Hermann Haller
- Production : Artur Brauner
- Sociétés de production : CCC-Film
- Société de distribution : Constantin Film
- Pays d'origine :  Allemagne de l'Ouest
- Langue : allemand
- Format : Noir et blanc - 1,66:1 - Mono - 35 mm
- Genre : Film policier
- Durée : 89 minutes
- Dates de sortie :
  - Allemagne de l'Ouest : 30 mars 1962.
  - France : 12 octobre 1962[1].

## Distribution
- Lex Barker (VF : René Arrieu) : Joe Como
- Karin Dor (VF : Nelly Benedetti) : Liane Martin
- Siegfried Lowitz (VF : Maurice Dorléac) : Le commissaire Brahm
- Rudolf Fernau (VF : Jean Berton) : Professeur Erasmus
- Wolfgang Preiss (VF : Fernand Fabre) : Dr. Primarius Krone / Dr. Mabuse
- Werner Peters (VF : Jean-François Laley) : Le clown Bobo / Martin Droste
- Kurd Pieritz (VF : Bernard Noël) : Dr. Bardorf
- Walter Bluhm (VF : Guy Piérauld) : Le portier
- Hans Schwarz (de) (VF : Claude Bertrand): Max
- Walo Lüönd: L'assistant médico-légal Hase
- Heinz Gies: L'opticien
- Alain Dijon (VF : Michel Gudin) : Nick Prado
- Zeev Berlinsky (VF : Jean Daurand) : L'homme à la morgue
- Carl de Vogt (VF : Paul Ville) : Le réceptionniste de l'hôtel

## Histoire
En 1953, le producteur Artur Brauner rachète les droits d'adaptation du personnage créé par Norbert Jacques. À la suite du succès de La Grenouille attaque Scotland Yard, adaptation d'une œuvre d'Edgar Wallace, produit par Rialto Film, Artur Brauner veut lancer sa propre série de films policiers. En 1960, CCC-Film accepte de produire Le Diabolique Docteur Mabuse réalisé par Fritz Lang, qui connaît un succès immédiat. Pour faire face à la série d'Edgar Wallace, on décide aussitôt d'un autre film avec le docteur Mabuse, Le Retour du docteur Mabuse, qui sort le 13 octobre 1961 en Allemagne. Misant sur le succès, on produit aussitôt L'Invisible docteur Mabuse.
Ladislas Fodor travaille sur le scénario en septembre 1961 d'après une idée d'Artur Brauner. À l'origine, le réalisateur devait être Alfred Vohrer, mais il est pris dans les préparatifs de La Porte aux sept serrures. On revient alors vers Harald Reinl, sous contrat avec Constantin Film. Il choisit son épouse Karin Dor dans le rôle principal féminin. Les acteurs Lex Barker, Rudolf Fernau, Werner Peters et Wolfgang Preiss ont déjà participé dans les précédents films de la série.
Le tournage a lieu du 5 décembre 1961 au 8 janvier 1962 dans Berlin-Ouest. On tourne d'abord les scènes en studio. Les plans extérieurs reprennent les sites connus à Berlin. Dans le film, le nom de la ville n'est jamais cité, de sorte que l'histoire reste ouverte. Par exemple, l'hôtel du quartier fictif de Wallgraben est le palais Mendelssohn (de).